# Hans Hinrichs (General)
Hans Karl Hinrichs (* 9. März 1915 in Darmstadt; † 19. November 2004 in Koblenz) war ein deutscher Offizier, zuletzt im Rang eines Generalleutnants und Angehöriger der Organisation Gehlen.

## Leben

### Wehrmacht
Hinrichs, Sohn eines promovierten Oberstudiendirektors, trat nach dem Abitur 1933 und kurzzeitigem Studium der Philosophie am 1. April 1934 als Offizieranwärter beim Pionier-Bataillon 5 in Ulm in die Reichswehr ein. 1935/36 besuchte er die Kriegsschule Dresden. 1936 diente er im Pionier-Bataillon 9 in Hann. Münden und wurde noch im gleichen Jahr Zugführer im Pionier-Bataillon 34 in Koblenz. 1938 wurde er Bataillonsadjutant und am 1. Februar 1940 Kompaniechef der 3. motorisierten Kompanie. 1942 besuchte er den Bataillonsführerlehrgang in Dessau und Mourmulon. Vom 30. Juni bis 10. November 1942 war er Kommandeur des Panzer-Pionier-Bataillon 33. Vom 10. bis 31. Dezember 1942 war er im Kriegslazarett Tripolis. 1942/43 war er in der Führerreserve. Von Juni 1943 bis Oktober 1943 absolvierte er den 10. Generalstabslehrgang an der Kriegsakademie in Berlin. Anschließend war er vom 20. Oktober 1943 bis 26. Februar 1944 Zweiter Generalstabsoffizier (Ib) der 23. Panzer-Division, wobei er einen Monat den ersten Generalstabsoffizier vertrat. Ab dem 5. März 1944 wurde er, unter vorheriger Kommandierung ab dem 1. März 1944, in der Abteilung Fremde Heere Ost versetzt. Dort war er zunächst Referatsleiter I/M und ab dem 1. Mai 1944 Referatsleiter IIe. In dieser Funktion bereiste er im Oktober 1944 Ostpreußen, von wo er unter anderem über das Massaker von Nemmersdorf berichtete. Im Mai 1945 begab er sich in US-amerikanischer Kriegsgefangenschaft.

### Organisation Gehlen
Zusammen mit Reinhard Gehlen und fünf anderen vormaligen Angehörigen der Abteilung Fremde Heere Ost wurde Hinrichs nach Fort Hunt (Virginia) gebracht. Im Juli 1946 kehrten die Offiziere nach Deutschland zurück und wurden Teil der Organisation Gehlen. Von 1949 bis 1952 war Hinrichs dort Referatsleiter Militärische Auswertung Heer und Marine und von 1952 bis 1955, nach Ausgliederung des Marineanteils, Referatsleiter Militärische Auswertung Heer.

### Bundeswehr
Am 15. November 1955 trat Hinrichs in die neugegründete Bundeswehr ein, wo er nach Besuch des Staff College Camberley (1956) in verschiedenen NATO-Stäben eingesetzt wurde (NORTHAG in Mönchengladbach, LANDCENT in Fontainebleau und AFCENT in Fontainebleau). Von 1962 bis 1963 war er Abteilungsleiter Bundeswehr an der Führungsakademie der Bundeswehr in Hamburg. Am 1. November 1963 wurde er Kommandeur der Panzergrenadierbrigade 4 in Göttingen. Am 11. Juli 1964 wurde Hinrichs zum Brigadegeneral befördert. Am 1. Oktober 1966 trat er unter Beförderung zum Generalmajor den Posten eines Kommandeurs der Führungsakademie an. Vom 1. Oktober 1970 bis zu seiner Versetzung in den Ruhestand am 30. September 1974 war Hinrichs als Generalleutnant Kommandierender General des I. Korps in Münster.

### Sonstiges
1975 war Hinrichs Präsident der Clausewitz-Gesellschaft. Am 1. Januar 1976 wurde Hinrichs Chefredakteur der Zeitschrift Europäische Wehrkunde.
Hinrichs war verheiratet, evangelisch und Vater von drei Kindern, darunter den am 9. Januar 1945 geborenen Hans Gerhard.

## Auszeichnungen
1933–1945
- 12. Januar 1940: Eisernes Kreuz II. Klasse
- 22. Juni 1940: Eisernes Kreuz I. Klasse
- 1. August 1941: Sturmabzeichen
- 8. April 1942: Deutsches Kreuz in Gold
- 31. Dezember 1942: Medaille Winterschlacht im Osten 1941/42
- 1. Januar 1943: Silberne italienische Tapferkeitsmedaille
- 1. März 1943: Ärmelband Afrika

nach 1945
- 1972: Großes Verdienstkreuz der Bundesrepublik Deutschland

## Schriften (Auswahl)
- Die Versorgung der Roten Armee – Heimatbasis und Operationsgebiet. In: Basil Liddell Hart (Zsgest./Bearb.): Die Rote Armee. Übersetzt aus dem Englischen durch Friedrich Beermann, Verlag WEU/Offene Worte, Bonn 1956, S. 290–300.